# Masaharu Take
Masaharu Take (japanisch 武 正晴 Take Masaharu; * 1967 in Chita, Präfektur Aichi) ist ein japanischer Filmregisseur.
Take begann als Autodidakt in der Filmindustrie zu arbeiten. Zu seinen ersten Beteiligungen an Filmproduktionen als Regieassistent zählen Gonin (1995) und Gonin 2 (1996, Regie jeweils Takashi Ishii). Nach einigen weiteren Jahren als Regieassistent folgte 2006 sein erster eigener Film als Regisseur: Boy Meets Pusan. Danach arbeitete er einige Jahre parallel als Regisseur und Regieassistent. Eine bedeutende Vorbildfunktion für Take hatte dabei der Regisseur Kazuyuki Izutsu, für den Take bei zahlreichen Filmen Regieassistent war (u. a. Get Up! / Geroppa!, 2003, Break Through! / Pacchigi!, 2005, und Fly with the Gold / Ōgon o daite tobe, 2012).
Größere Bekanntheit erlangte Take durch seine Regiearbeit 100 Yen Love (Hyakuen no koi, 2014), die für den 2015er Oscar als bester fremdsprachiger Film vorgeschlagen (wenn auch letztlich nicht nominiert) wurde – für Take eine Überraschung, wie er sagte. Der Film handelt von einer Verkäuferin in einem 100-Yen-Laden, die anfängt zu boxen. Als Hauptdarstellerin konnte die bekannte, damals 28-jährige Schauspielerin Sakura Andō (u. a. Kazoku no kuni) gewonnen werden, die in ihrer Jugend bereits Erfahrung im Boxsport gesammelt hatte.
The Gun (銃 Jū, 2018) ist Takes erster und bislang einziger Film, für den er auch das Drehbuch schrieb. Dieses basiert auf dem gleichnamigen Debütroman Fuminori Nakamuras von 2002 (dt. Der Revolver). In The Gun geht es um einen Studenten, der zufällig in den Besitz einer Pistole gelangt. Der Film wurde mit dem japanischen New-Wave-Kino und Nagisa Ōshima verglichen und die Leistung des Hauptdarstellers Nijirō Murakami lobend hervorgehoben.
2019 führte Take erstmals bei einer Fernsehserie Regie (The Naked Director). Sein Film We Make Antiques (Uso happyaku, 2018) war so erfolgreich, dass 2020 eine Fortsetzung, ebenfalls unter Takes Regie, folgte.
Als Vorbilder, Inspiration und persönliche Favoriten nennt Take die Regisseure Yūzō Kawashima, Martin Scorsese und den bereits erwähnten Kazuyuki Izutsu, sowie die Schauspielerin Ayako Wakao.

## Filmografie als Regisseur (Auswahl)
- 2006: Boy Meets Pusan (ボーイ・ミーツ・プサン, Bōi mītsu Pusan)
- 2014: 100 Yen Love (百円の恋, Hyakuen no koi)
- 2017: The Ringside Story (リングサイド・ストーリー, Ringusaido sutōrī)
- 2018: We Make Antiques (嘘八百, Uso happyaku)
- 2018: The Gun (銃, Jū)
- 2019: The Naked Director (全裸監督, Zenra kantoku; TV-Serie)